# L'Honneur de la famille
Pour le film de Lloyd Bacon, voir L'Honneur de la famille (film, 1931).
Pour plus de détails, voir Fiche technique et Distribution.
L'Honneur de la famille (The Family Honor) est un film américain réalisé par King Vidor, sorti en 1920.

## Synopsis
Beverly Tucker, la fille d'une famille sudiste, a réuni ses derniers sous pour envoyer son frère Dal à l'université dans l'espoir qu'il puisse venir en aide à sa famille après avoir obtenu son diplôme. Mais Dal n'a pas cette ambition et passe son temps à jouer et à boire au saloon tenu par Curran, le maire de la ville. Au cours d'un raid mené par Merle, le fils de Curran, un policier est tué et Dal est accusé du crime. Alors que son cas semble désespéré, un des témoins finalement innocente Dal.

## Fiche technique
- Titre original : The Family Honor
- Titre français : L'Honneur de la famille
- Réalisation : King Vidor
- Scénario : William Parker
- Photographie : Ira H. Morgan
- Production : King Vidor
- Société de production : King W. Vidor Productions
- Société de distribution : First National
- Pays de production :  États-Unis
- Langue : anglais
- Format : Noir et blanc - 35 mm - 1,33:1 - Muet
- Genre : Drame
- Durée : 50 minutes (5 bobines)
- Date de sortie :
  - États-Unis : 15 mars 1920
- Licence : Domaine public

## Distribution
- Florence Vidor : Beverly Tucker
- Roscoe Karns : Dal Ducker
- Ben Alexander : Little Ben
- Charles Meredith : Merle Curran
- George Nichols : Curran, le maire
- J.P. Lockney : Félix
- Willis Marks : Dobbs
- Harold Goodwin : le garçon de l'épicerie